# Breon Allen
Breon Cortez Maurice Allen (Daytona Beach, 27 dicembre 1992) è un ex giocatore di football americano e allenatore di football americano statunitense che ha giocato nel ruolo di runningback.